# 46686 Anitasohus
46686 Anitasohus è un asteroide della fascia principale. Scoperto nel 1997, presenta un'orbita caratterizzata da un semiasse maggiore pari a 2,2061965 UA e da un'eccentricità di 0,1607989, inclinata di 5,00145° rispetto all'eclittica.